# Війна віскі
Війна віскі, також відома як Спиртоносна війна, Війна прапорів або Алкогольні війни — назва територіальної суперечки між Данією і Канадою через невеликий безлюдний острів Ганса, розташований в протоці Кеннеді між Гренландією та територіями Канади.

## Передісторія

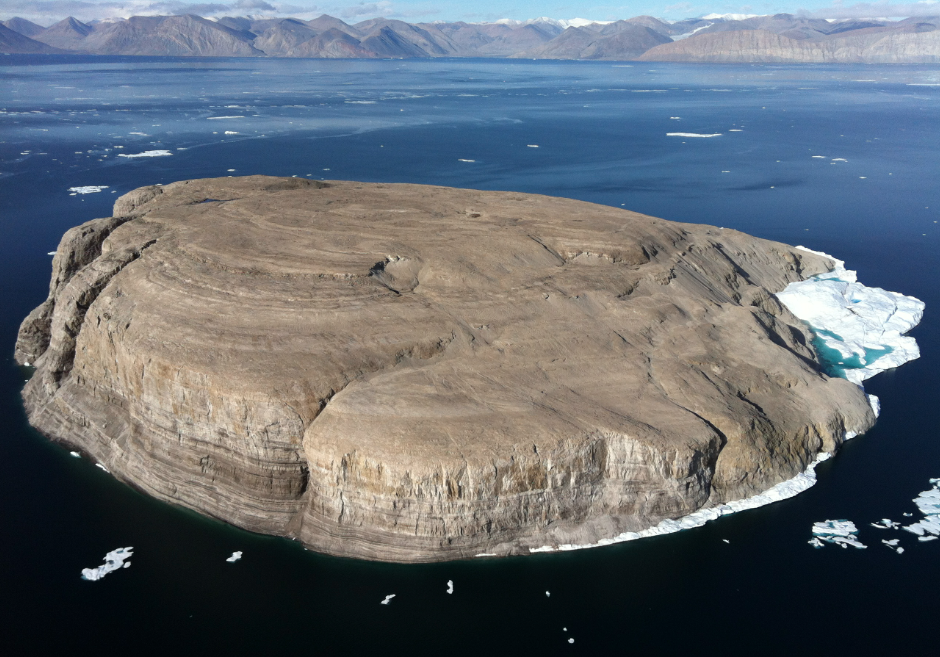
Острів Ханс, канадське узбережжя на задньому плані. Фото 2012 року

Острів Ганса — невеликий безлюдний острів площею 1,2 км², розташований у протоці Кеннеді (частини протоки Нерса), який розділяє Гренландію, що належить Данському королівству, і острів Елсмір, що належить Канаді.
У 1880 році Великобританія передала Канаді всі свої володіння в Арктиці, але через використання застарілих карт XVI століття острів Ганса не був включений до документів. У 1920-х роках данські дослідники склали докладніший опис місцевості, позначивши острів на карті. Уряд Данії вирішив приєднати його до королівства.
У 1933 острів був визнаний частиною Данії Постійною палатою міжнародного правосуддя Ліги Націй, проте, коли Ліга Націй перестала існувати це визнання практично втратило вартість.

## Початок «війни»
У 1970-х роках між Канадою та Данією розпочалися переговори щодо кордонів у протоці Нерса. 1973 рік вважається роком початку «Війни віскі». Цього року сторони загалом дійшли згоди про кордони, проте належність острова Ганс погоджена не була. Причиною цього стала одинакова відстань острова від берегів Канади, та Гренландії — 18 кілометрів. Згідно з Міжнародним правом, обидві країни могли висувати претензії щодо острова. Рішення кому буде належати острів було відкладено на потім.
У 1983 Канада видала дозвіл канадській нафтовій компанії Dome Petroleum на створення наукового табору на острові Ганса, котрий займається дослідженням впливу морського льоду на бурові установки. У 1983 році гренландський журналіст, котрий відвідав острів, зустрівся з вченим компанії. Його стаття, що з'явилася в гренландській газеті Hainang, привернула увагу урядів обох країн.
У 1984 році на острові висадилися канадські військові. Вони поставили прапор Канади, залишили пляшку канадського віскі та записку з написом «Ласкаво просимо до Канади». Через кілька тижнів на острів прибув міністр Данії у справах Гренландії і відповів заміною канадського прапора на данський, залишивши пляшку шнапсу та записку з текстом «Ласкаво просимо на данський острів». Існують також дані, що спочатку на острів прибув міністр Данії у справах Гренландії.

## Основні події «війни»
Протягом наступних років військові Данії та Канади продовжували залишати на острові пляшки з алкоголем, прапори та записки. Алкоголь, можливо, приваблював моряків, що пропливали поблизу.
8 серпня 2005 року було оголошено про те, що Канада бажає розпочати переговори щодо острова Ганса. Тодішній прем'єр-міністр Данії Андерс Фог Расмуссен підтримав переговори, заявивши про неприпустимість «війни прапорів» у сучасному світі. 16 серпня 2005 року міністр закордонних справ Данії Пер Стіг Меллер заявив про готовність обох сторін розпочати переговори. Уряд Гренландії підтримав рішення. У випадку, якщо їм не вдалося досягти угоди, сторони домовилися звернутися до Міжнародного суду в Гаазі. Міністр закордонних справ Канади П'єр Петігрю в інтерв'ю The Canadian Press про малоймовірність такого результату і свої наміри пояснити історичну належність острова до Канаді.
19 вересня 2005 року міністри закордонних справ Канади та Данії зустрілися в Нью-Йорку. Петігрю заявив, що країни працюватимуть разом, «щоб залишити це питання позаду», але продовжував наполягати на приналежності острова Канаді.
У липні 2007 року канадська влада опублікувала нові супутникові знімки і визнала, що острів розташований на морській території Канади не повністю, як передбачалося до цього, морський кордон із Данією проходить приблизно через середину острова. Переговори з Данією продовжилися.
2018 року сторони створили спільну робочу групу для врегулювання конфлікту.

## Врегулювання конфлікту
14 червня 2022 року в Оттаві відбулася зустріч Мелані Жолі та Єппе Кофода, міністрів закордонних справ Канади та Данії відповідно, а також прем'єр-міністра Гренландії Мюте Егеде. Вони підписали угоду, яка завершила конфлікт. За його умовами, острів був розділений по ущелині в його центрі, що проходить з півночі на південь; 60 % острова дісталися Данії, решта 40 % — Канаді. Сторони обмінялися пляшками алкоголю. Мелані Жолі назвала конфлікт «найдружнішою з усіх воєн». Угода не обмежуватиме пересування островом. Після набуття чинності угоди Канада і Данія встановлять найдовший морський кордон у світі — 3882 км.